# Vairocana

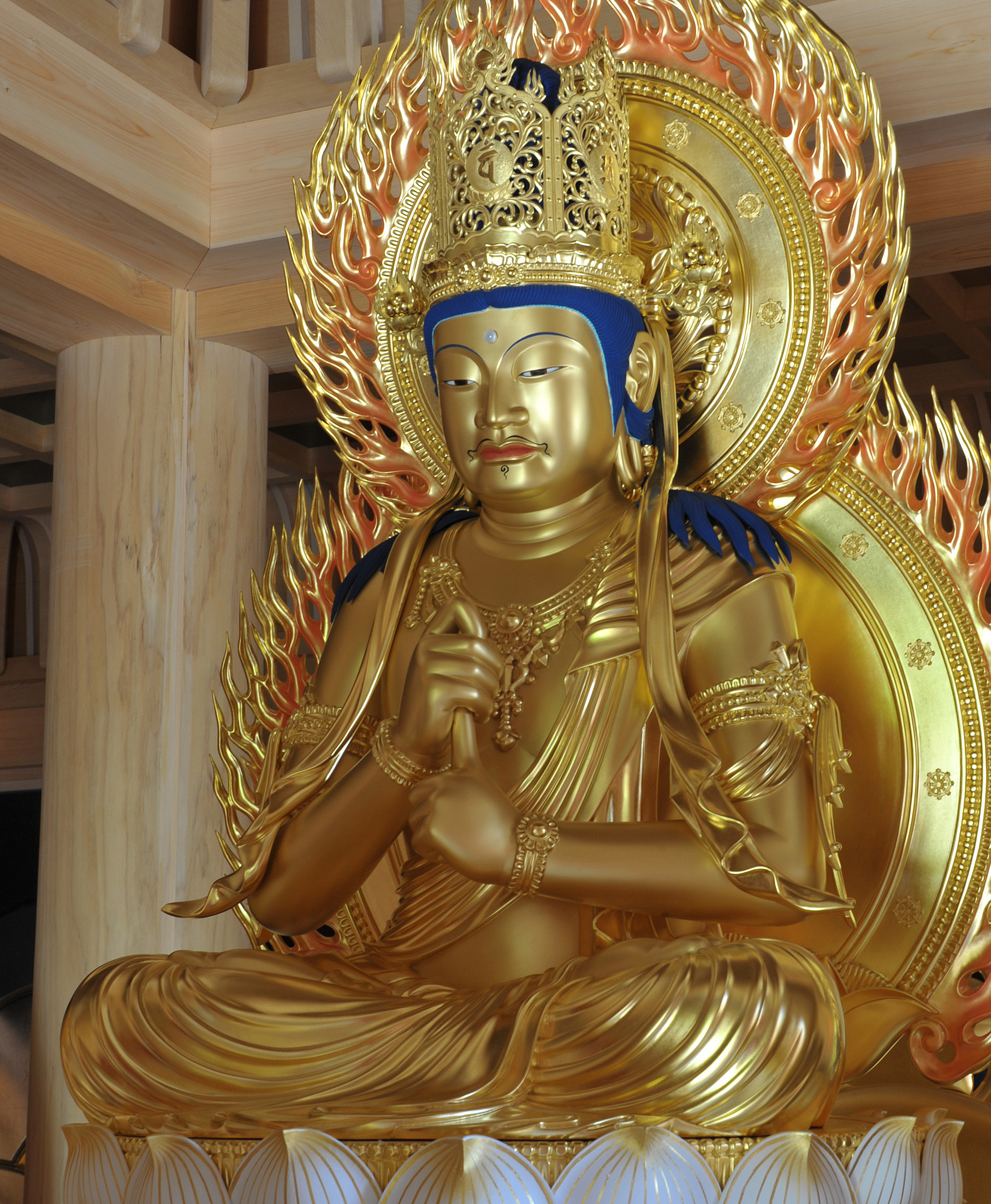
Estàtua de Vairocana al temple Renge-in Tanjō-ji, al Japó.

Vairocana (en sànscrit: वैरोचन, ‘il·luminador’; en japonès i xinès: 大日 ‘gran sol’, dit Dainichi en japonès i Dàrì en xinès) és un Buda suprem celestial en el budisme mahayana.
Al budisme Shingon del Japó és el principal objecte de reverència i es considera la font de tot l'univers. Altres corrents com el Vajrayana el consideren el Buda primordial (Adi-Buddha). Com a Buda suprem, el seu gest característic és el mudra dels sis elements, que consisteix en la mà dreta closa (els cinc dits representen el món material: terra, aigua, foc, aire i èter) damunt l'esquerra, de la qual agafa l’índex (que representa la consciència).
Al segle xvi, durant les primeres etapes de la seva missió evangelitzadora al Japó, el missioner catòlic sant Francesc Xavier va ser ben acollit pels monjos budistes Shingon ja que va emprar el mot Dainichi (大日, el nom japonès de Vairocana) per designar el Déu cristià i aquests van creure que es referia a Vairocana. Posteriorment, a mesura que va aprendre més sobre els matisos religiosos de la paraula, va deixar d'utilitzar aquest mot i el substituir per Deusu (del llatí Deus).